# Barlabástanya
Barlabástanya (románul: Bârlibășoaia) falu Romániában, Maros megyében.

## Története
Fehéregyháza község része. A trianoni békeszerződésig Nagy-Küküllő vármegye Segesvári járásához tartozott.

## Népessége
1977 után elnéptelenedett.